# ميتا حداثة
ال "ميتا حداثة" أو "ما فوق الحداثة" هي مجموعة مقترحة من التطورات في الفلسفة والجماليات والثقافة، والتي تنشأ من «ما بعد الحداثة» وتتفاعل معها. يصنف أحد التعريفات «الميتا حداثة» على أنها وساطات بين جوانب الحداثة وما بعد الحداثة. المصطلح المشابه الآخر هو بعد ما بعد الحداثة.

## المشاركة الأكاديمية
في مؤتمر «إعادة التفكير بالإنسان في هندسة البناء المعتمدة على التكنولوجيا» في عام 2011، اكتشف الباحث النظري المعماري ستيليانوس جياماريلوس «التوتر الأساسي ضمن الوضع الميتا حداثي» من خلال التباين والسياق الفلسفي لعمل زها حديد، وباتريك شوماخر، وكاس أوستيرويس، وإلونا لينارد، وَ«إم في آر دي في» (م.ف.ر.د.ف).
كُرّست قضية مراجعة الكتاب الأمريكي في عام 2013 من أجل الميتا حداثة وتضمنت سلسلة مقالات تُعرّف بمؤلفين مثل روبيرتو بولانيو، وديف إغرز، وجوناثان فرانزن، وهاروكي موراكامي، وزادي سميث، ودايفيد فوستر والاس، على أنهم ميتا حداثيين. في مقال في عام 2014 في جمعية اللغة الحديثة (بّي إم إل إيه)، جادل عالما الأدب ديفيد جيمس وأورميلا سيشاجيري بأن «الكتابة الميتا حديثة تدمج الميزات الجمالية للحظة ثقافية سابقة، وتتبناها، وتنشطها، وتعقّدها»، في مناقشة كتّاب القرن الحادي والعشرين مثل توم مكارثي.
لاحظ البروفيسور ستيفن كنودسن، الذي يكتب في آرت بلاس، أن الميتا حداثة «تسمح بإمكانية البقاء متعاطفًا مع التفكيكية ما بعد البنيوية للذاتية والذات -إزعاج ليوتار لكل شيء إلى شظايا تناصّية- ومع ذلك، ما تزال تشجع الأنصار والصنّاع المخلصين، وتسمح باسترجاع بعض مزايا ما بعد الحداثة».
في مقالة في عام 2017 عن الميتا حداثة في الرواية الأدبية، صرّح فابيو فيتوريني بأنه منذ أواخر العقد الثامن للقرن العشرين، جُمعت الاستراتيجيات المحاكية للحداثة مع استراتيجيات ميتا أدبية لما بعد الحداثة، مشكّلةً «حركة تشبه حركة النواس بين المثالية البريئة و/أو المتطرفة للذرائعية السابقة والشكوكية و/أو اللامبالية لهذه الأخيرة».
قدّمت ليندا سي. سيرييلو نظرية عن الميتا حداثة في مجال الدراسات الدينية. ابتداءً من عام 2013، طبقت سيرييلو نظرية الميتا حداثة بشكل تاريخي بهدف وصل ظاهرة الروحية العلمانية المعاصرة مع نشوء الإدراك الميتا حداثي. يفترض تحليلها للأنطولوجيات والحركات الروحية/الدينية المعاصرة نقلةً تتفق مع الحساسيات الثقافية الميتا حداثية التي حددها علماء مثل فيرميولين وفان دن عكر، والتي أدت إلى صعود السوتريولوجيا الميتا حداثية المستقلة. إنها تقترح اعتبار الانعكاسية وإنشاء المساحات الأصغرية الخاصة بالنقلة الإدراكية الميتا حداثية (باعتبارها مستقلة عما بعد الحداثة) شبيهًا بالتصادم الروحي نفسه، ما يعكس التجارب التي اختبرها الأفراد المعاصرون: «بكونهم في المنتصف، وبكونهم كلا الوجهين العلماني والروحي».
يشمل علماء الدين الآخرون الذين نشروا عن النظرية الميتا حداثية كلًا من ميشيل كلاسكوين جونسون، وبريندان غراهام ديمبسي، وتوم ديبروين.
قدّم عمل كاريلو مع غريغ ديمبر حول المنتجات الثقافية الشعبية، مثل البرنامج التلفزيوني الإبداعي لجوس هيدون بافي قاتلة مصاصي الدماء، وفيلم جودارد وهيدون في عام 2012 كوخ الغابة، تصنيفًا إدراكيًا للوحشية/خوارق الطبيعة من أجل تفريق شخصية الوحوش الميتا حداثية عن أولئك الذين يُصنفون على أنهم حداثيون، أو ما بعد حداثيين، أو قبل حداثيين. بالإضافة إلى ذلك، يقترح ديمبر «الحماية الداخلية» باعتبارها عنصرًا مركزيًا في جميع الأدوات الثقافية الميتا حداثية.

## القبول الثقافي
في نوفمبر 2011، اعترف متحف الفنون والتصميم في نيويورك بتأثير فيرميولين وفان دن عكر عندما نظًم معرضًا يحمل عنوان لا مزيد من الحداثة: ملاحظات حول الميتا حداثة، الذي عرض عمل كل من بيلفي تكالا، وغيدو فان دير ورف، وبنجامين مارتن، ومارتشن دانز.
في مارس 2012، نسّقت غاليري تانيا فاغنر في برلين مناقشة الميتا حداثة بالتعاون مع فيرميولين وفان دن عكر، وأُعلن عنه كأول معرض في أوروبا منظم حول مفهوم الميتا حداثة. تضمن العرض عمل أولف أميندي، ويائيل بارتانا، ومونيكا بونفيسيني، وماريشن دانز، وأنابيل داو، وبولا دوبنر، وأولافور إلياسون، ومنى حاطوم، وأندي هولدن، وسيجلا كاميرك، وراجنار كيارتانسون، وكريس لومسيلو، وإيسا سانت، وديفيد ثورب، وأنجليكا ج. تروجنارسكي، ولوك تيرنر، وناستجا سادي رونكو.
في صياغته للحساسية السينمائية «الملتوية»، وصف عالم الأفلام جيمس ماكدويل أعمال ويس أندرسون، وميشيل جوندري، وسبايك جونز، وميريندا جولي، وتشارلي كوفمان، بأنها مبنية على «الإخلاص الجديد»، وتجسد البنية الميتا حداثية للشعور في موازنتهم «الانفصال التهكمي مع المشاركة المخلصة».
في روايته الرابعة، وفيات أكثر من واحدة، المنشورة في عام 2014، اختبر الكاتب والمغني ومؤلف الأغاني غاري جيشيل فورستر الميتا حداثة عن طريق البحث عن الجذور الإيلينوية المركزية لدايفيد فوستر والاس خلال رحلة بيكارسكية إلى أمريكا. كتب فورستر في وفيات أكثر من واحدة: «تقترح النظرية الميتا حداثية أن تكمل الفراغ ما بعد الحداثي عبر تركيب صارم للسلفين من القرن العشرين «الحداثة وما بعد الحداثة». في النموذج الجديد، توجد كل من الميتافيزيقية، والمعرفية، والأنطولوجيا، لكن الاهتمام الرئيسي هو قسم آخر للفلسفة؛ الأخلاق. لا بأس في البحث عن القيم والمعنى، حتى إن بقينا متشككين».
في أيار 2014، أخبر فنان موسيقا الريف «الكانتري» ستراجيل سيمبسون قناةَ سي إم تي أنه استلهم ألبومه أصوات ميتا حداثية في موسيقا الكانتري جزئيًا من مقالة لسيث إبرامسن، الذي يكتب عن الميتا حداثة في مدونته هافينغتون بوست. صرح سيمبسون بأن «إبرامسن يركز على الطريقة التي تستحوذ فيها النوستالجيا «الحنين إلى الماضي» على الجميع، رغم أن التكنولوجيا تتحرك بشكل أسرع من أي وقت مضى». وفقًا لـ ج. ت. ويلش، «يرى إبرامسن أن البادئة «ميتا» تعني تجاوز الإرث الفكري المستقطب المزعوم لعبء الحداثة وما بعد الحداثة».
في عام 2017، نشر دانييل غورتز وإميل فريس، تحت اسم مستعار هانزي فرايناخت، مجتمع الاستماع الذي يفسرون فيه الميتا حداثة على أنها حركة سياسية اجتماعية فكرية فاعلة تهدف إلى مواجهة الأزمات التي قد تنشأ عن العولمة. في سبتمبر 2018، أجرى غورتز «تيد إكس توك» في برلين، وعرض فيه تطورات «ميم القيمة» مدعيًا أن ميم القيمة الميتا حداثية تمثل الشكل الأعلى حتى الآن.
يركز برينت كوبر من منظمة أبس-تراكت على ميتا النظرية الاجتماعية، خاصةً التجريد باعتباره عملية إدراكية واجتماعية للتعقيدات، والذي ينفذ منه إلى ميتا حداثة ظاهرة. كتب كوبر تحليلًا ومراجعةً طويلةً لكتاب فيرميولين وفان دن عكر وجيبونز في عام 2017 الميتا حداثة: التاريخية، والتأثر، والعمق بعد ما بعد الحداثة، وجُمعت معًا كي تشكل فكرة «المدرسة الهولندية» حول الميتا حداثة، باعتبارها طريقته في تمييز النظريات الميتا حداثية الثقافية والأدبية والأكاديمية الأخرى من تلك التي تستخدم المفهوم كتدخل ناشط سياسي/اجتماعي. يحاول مقال كوبر التجريد لبنجامين براتون أن يعرّف براتون كمفكر ميتا حداثي ضمنيًا، والذي يُبرز عمله تقاطعَ العمليات المجردة وإنشاء مصفوفة الإدارة العالمية مصادفةً والتي يطلق عليها اسم «المكدسات».